# Phénix, l'oiseau de feu (film)
Pour l'adaptation en film de 1978, voir Le Phénix (film, 1978).
Pour plus de détails, voir Fiche technique et Distribution.
Phénix, l'oiseau de feu (火の鳥2772 愛のコスモゾーン, Hi no Tori 2772: Ai no Kosumozōn) (aussi connu sous les noms de Phénix 2772, Phoenix 2772 et Firebird 2772) est un anime japonais de science-fiction réalisé par Taku Sugiyama, sorti en 1980, et qui constitue l'adaptation cinématographique du manga Phénix d'Osamu Tezuka.

## Synopsis
Au XXVIIIe siècle, la Terre ainsi que la plupart des mondes qu'elle a colonisés sont en déclin. Dans ce monde futuriste, un enfant reçoit pour cadeau d'anniversaire un androïde-nounou qui le suivra constamment. Une fois devenu adulte, il intègre la Space Academy et part à l'aventure dans l'univers connu, rencontrant différentes race extraterrestres, certaines amies, d'autres ennemies. Son but est de retrouver le Phénix, une créature mythique aux propriétés énergétiques inouïes. Eu égard au courage et à la volonté dont il fait preuve lors de cette quête, le Phénix décide d'en savoir plus sur cet aventurier tenace et sur la race dont il fait partie. Ainsi, le Phénix décide d'habiter le corps de l'androïde qui l'accompagne toujours…

## Fiche technique
- Titre : Phénix, l'oiseau de feu
- Titre original : 火の鳥2772 愛のコスモゾーン, Hi no Tori 2772: Ai no Kosumozōn
- Réalisation : Taku Sugiyama
- Scénario : Taku Sugiyama, Osamu Tezuka, d'après le manga Phénix d'Osamu Tezuka
- Production : Osamu Tezuka, Kiichi Ichikawa, Susumu Akitagawa
- Musique : Yasuo Iguchi
- Photographie : Iwao Yamaki
- Direction artistique : Tsuyochi Matsumoto, Shinji Itô, Noboru Ishiguro, Kazuko Nakamura
- Pays d'origine : Japon
- Langue : japonais
- Genre : anime - science-fiction
- Durée : 122 minutes
- Dates de sortie : 15 mars 1980  Japon
13 juillet 1982  États-Unis

## Distribution

### Version japonaise
- Kaneto Shiozawa : Godô Shingo
- Keiko Takeshita : Phénix

## Distinctions
- Nomination au Saturn Award du meilleur film d'animation 1980